# Couleur Rubin
Couleur Rubin (né le 28 avril 1996 et mort en juin 2022) est un étalon Oldenbourg de robe alezan, monté en saut d'obstacles par le cavalier allemand Ludger Beerbaum. Il participe notamment à la finale de la Coupe du monde de saut d'obstacles 2004-2005.
Il est devenu par la suite un reproducteur réputé, père entre autres de Coulisa et Cosma.

## Histoire
Il naît le 28 avril 1996, en Allemagne. Il est le champion de sa classe d'âge lors de l'expertise des poulains Oldenbourg de 1998, puis le vice-champion allemand des chevaux de 5 ans.
Il est envoyé dans les écuries du cavalier allemand Ludger Beerbaum, mais ses problèmes de santé récurrents font qu'il concourt finalement assez peu.

## Description
Couleur Rubin est un étalon de robe alezan, inscrit au stud-book de l'Oldenbourg. Il mesure 1,68 m

## Palmarès
- 12e de la finale de la Coupe du monde de saut d'obstacles 2004-2005 à Las vegas[2]

## Origines
C'est un fils de l'étalon Cor d'Alme,. Sa mère Grannuschka est une fille de l'étalon Grannus.